# 工业街街道
工业街街道，是中华人民共和国河北省张家口宣化区下辖的一个乡镇级行政单位。

## 行政区划
工业街街道下辖以下地区：
工业街东社区、圃园社区、朝阳街第一社区、朝阳街第二社区、幸福街第一社区、幸福街第二社区、红选路第一社区、红选路第二社区和采掘社区。